# Ciszticerkózis
A ciszticerkózis egy szöveti fertőzés, amelyet a galandféreg (Taenia solium) fiatal fejlődési alakja (ciszticerkusz) okoz. A betegségnek éveken keresztül alig van tünete, de akár tünetmentes is lehet. Körülbelül 1-2 cm nagyságú szilárd, fájdalmatlan dudorok jelenhetek meg a bőrön és az izmokban. Az agy fertőzöttsége esetén idegrendszeri tüneteik is előfordulhatnak. Hónapok vagy évek múltán a dudorok fájdalmassá válhatnak, megduzzadhatnak, majd felszívódnak. A fejlődő országokban ez az egyik leggyakoribb kiváltó oka az epilepsziának.
A betegek általában a galandféreg petéit tartalmazó étel vagy víz elfogyasztása következtében fertőződnek meg. A nyers zöldség lehet a betegség egyik fő hordozója. A galandféreg petéi a téniázis, vagy más néven (galandféreg fertőzés) esetén a galandféreg kifejlett alakjaival fertőzött emberi ürülékből származnak. A téniázis egy különálló betegség, ami a nem megfelelően megfőtt sertéshúsban található ciszták miatt alakul ki. Azok, akik galandféreggel fertőzött emberrel élnek, nagyobb eséllyel fertőződnek meg a ciszticerkózissal. A diagnózist egy ciszta vékonytű-aspirációs citológiájával lehet felállítani. A komputertomográfia (CT) vagy mágnesesrezonancia-képalkotás (MRI) agyi képalkotó eljárások a legalkalmasabbak az agyban kialakult betegség diagnosztizálására. A gerincvelő-folyadék és a vér emelkedett eozinofil fehér vérsejt-száma is jelezheti a betegséget.
A fertőzés hatásos megelőzését segíthetik a személyes higiénia és megfelelő közegészségügyi feltételek.  Ezek a következőket foglalják magukban: a sertéshús alapos megfőzése, megfelelő tisztaságú mellékhelyiségek, és a tiszta vízhez való korszerű hozzáférés. A fertőzés terjedésének megakadályozása céljából fontos a téniázissal fertőzöttek kezelése. Az idegrendszert nem érintő betegség kezelése nem szükséges. A neurociszticerkózis kezelése praziquantel vagy albendazole tartalmú gyógyszerekkel történik. Ezek alkalmazása hosszú ideig szükséges lehet. A kezelés során szteroidok szedésére lehet szükség a gyulladások kialakulásának megelőzése érdekében, illetve epilepszia elleni gyógyszerek alkalmazása is indokolt lehet. Néhány esetben sebészi beavatkozással távolítják el a cisztákat.
A galandféreg különösen elterjedt Ázsiában, a szubszaharai Afrikában, és Latin-Amerikában. A fertőzöttség aránya egyes területeken a 25 százalékot is elérheti. A fejlett országokban ugyanakkor rendkívül ritka. 2010-ben világszerte már mintegy 1200 halálos áldozatot követelt, míg 1990-ben ez a szám 700 volt. A ciszticerkózis a sertést és a szarvasmarhát is megtámadja, de tüneteket ritkán okoz, mivel a legtöbb egyed nem él elég hosszú ideig ahhoz, hogy a fertőzés tüneteket produkáljon. Az idők során a betegség mindig is jelen volt az emberek körében. Az elhanyagolt trópusi betegségek egyike.